# Dekanat Wieliczka Wschód
Dekanat Wieliczka Wschód – jeden z 45 dekanatów w rzymskokatolickiej archidiecezji krakowskiej. Został utworzony dekretem księdza kardynała Stanisława Dziwisza z dnia 26 sierpnia 2014 roku dotyczącym podziału dekanatu Wieliczka.

## Parafie
W skład dekanatu wchodzi 9 parafii:
- Parafia Świętych Apostołów Piotra i Pawła w Bodzanowie
- Parafia Matki Bożej Pocieszenia w Czarnochowicach
- Parafia św. Michała Archanioła w Pawlikowicach
- Parafia Najświętszej Maryi Panny Królowej Polski w Raciborsku
- Parafia Niepokalanego Serca Najświętszej Maryi Panny w Strumianach
- Parafia Wniebowzięcia Najświętszej Maryi Panny w Sułkowie
- Parafia św. Franciszka z Asyżu w Wieliczce
- Parafia św. Klemensa w Wieliczce
- Parafia św. Sebastiana w Wieliczce

Do dekanatu należy również rektorat Niepokalanego Poczęcia Najświętszej Maryi Panny w Dobranowicach.